# 終極
終極（英語：The Ultimates）是一個出現在漫威漫畫的超級英雄團體。這個團隊由馬克·米勒創作，由Bryan Hitch繪製，第一次出現在《終極》#1（2002年3月）。這個團隊是復仇者聯盟現代化後的想像。

## 其他媒体

### 电影
- 《終極復仇者》（2006）
- 《終極復仇者2》（2006）